# Rosario Dawson
Rosario Dawson (New York, 1979. május 9. –) amerikai színésznő, énekesnő és író.

## Gyermekkora és családja
1979. május 9-én született New Yorkban. Édesanyja, Isabel Celeste afro-kubai és Puerto Ricó-i felmenőkkel rendelkezik. Isabel 16 éves volt, amikor Rosario megszületett; soha nem ment hozzá Rosario biológiai apjához, Patrick C. Harrishez. Amikor Rosario egyéves volt, édesanyja hozzáment Greg Dawson építőipari munkáshoz.

## Magánélete
2014-ben örökbe fogadott egy 12 éves kislányt.
2019 márciusában megerősítette, hogy romantikus kapcsolatban áll Cory Booker amerikai szenátorral. Kapcsolatuk 2022 februárjában ért véget.

## Filmográfia

### Film

#### Nagyjátékfilmek
| Év   | Magyar cím                                     | Eredeti cím                                        | Szerep                            | Magyar hang        | Rendező                  |
| ---- | ---------------------------------------------- | -------------------------------------------------- | --------------------------------- | ------------------ | ------------------------ |
| 1995 | Kölykök                                        | Kids                                               | Ruby                              |                    | Larry Clark              |
| 1998 | A játék ördöge                                 | He Got Game                                        | Lala Bonilla                      | Biró Anikó         | Spike Lee (1.)           |
| 1998 |                                                | Side Streets                                       | Marisol Hidalgo                   |                    | Tony Gerber              |
| 1999 | Hallasd a hangodat                             | Light It Up                                        | Stephanie Williams                | Zsigmond Tamara    | Craig Bolotin            |
| 2000 | Rád vagyok kattanva                            | Down to You                                        | Lana                              | Solecki Janka      | Kris Isacsson            |
| 2000 | Rád vagyok kattanva                            | Down to You                                        | Lana                              | N/A                | Kris Isacsson            |
| 2000 | Rád vagyok kattanva                            | Down to You                                        | Lana                              | Dögei Éva          | Kris Isacsson            |
| 2000 |                                                | King of the Jungle                                 | Veronica                          |                    | Seth Zvi Rosenfeld       |
| 2001 | Josie és a vadmacskák                          | Josie and the Pussycats                            | Valerie Brown                     |                    | Harry Elfont             |
| 2001 | Josie és a vadmacskák                          | Josie and the Pussycats                            | Valerie Brown                     | Deborah Kaplan     |                          |
| 2001 |                                                | Sidewalks of New York                              | Maria Tedesko                     |                    | Edward Burns (1.)        |
| 2001 |                                                | Trigger Happy                                      | Dee                               |                    | Julian West              |
| 2001 |                                                | Chelsea Walls                                      | Audrey                            |                    | Ethan Hawke              |
| 2002 | Szerelmi sokszögek                             | Love in the Time of Money                          | Anna                              |                    | Peter Mattei             |
| 2002 |                                                | Ash Wednesday                                      | Grace Quinonez                    |                    | Edward Burns (2.)        |
| 2002 | Virtuális vagyonszerzők                        | The First $20 Million Is Always the Hardest        | Alisa                             | Kéri Kitty         | Mick Jackson             |
| 2002 | Men in Black – Sötét zsaruk 2.                 | Men in Black II                                    | Laura Vasquez                     | Pikali Gerda       | Barry Sonnenfeld         |
| 2002 | Pluto Nash – Hold volt, hold nem volt...       | The Adventures of Pluto Nash                       | Dina Lake                         | Pikali Gerda       | Ron Underwood            |
| 2002 | Az utolsó éjjel                                | 25th Hour                                          | Naturelle Riviera                 | Kiss Eszter        | Spike Lee (2.)           |
| 2003 |                                                | V-Day: Until the Violence Stops                    | önmaga                            |                    | Abby Epstein             |
| 2003 |                                                | This Girl's Life                                   | Martine                           |                    | Ash Baron-Cohen          |
| 2003 | A hazugsággyáros                               | Shattered Glass                                    | Andy Fox                          | Törtei Tünde       | Billy Ray                |
| 2003 | Az Amazonas kincse                             | The Rundown                                        | Mariana                           | Pikali Gerda       | Peter Berg               |
| 2004 | Nagy Sándor, a hódító                          | Alexander                                          | Rhóxané                           |                    | Oliver Stone             |
| 2005 | A düh forradalma                               | This Revolution                                    | Tina Santiago                     |                    | Stephen Marshall         |
| 2005 | Sin City – A bűn városa                        | Sin City                                           | Gail                              | Agócs Judit        | Frank Miller             |
| 2005 | Sin City – A bűn városa                        | Sin City                                           | Gail                              | Agócs Judit        | Robert Rodríguez (1.)    |
| 2005 | Rent – Bohém élet                              | Rent                                               | Mimi Marquez                      | Törtei Tünde       | Chris Columbus (1.)      |
| 2006 | Shop-stop 2.                                   | Clerks II                                          | Rebecca "Becky" Scott             | Pikali Gerda       | Kevin Smith (1.)         |
| 2006 | Őrangyallal, védtelenül                        | A Guide to Recognizing Your Saints                 | Laurie                            | Pikali Gerda       | Dito Montiel             |
| 2007 | Grindhouse – Halálbiztos                       | Death Proof                                        | Abernathy Ross                    | Pikali Gerda       | Quentin Tarantino        |
| 2007 |                                                | Descent                                            | Maya                              |                    | Talia Lugacy             |
| 2008 |                                                | Explicit Ills                                      | Babo anyja                        |                    | Mark Webber (1.)         |
| 2008 | Sasszem                                        | Eagle Eye                                          | Zoe Perez                         | Bognár Gyöngyvér   | D. J. Caruso             |
| 2008 | Hajsza                                         | Killshot                                           | Donna                             | Pikali Gerda       | John Madden              |
| 2008 | Hét élet                                       | Seven Pounds                                       | Emily Posa                        | Kéri Kitty         | Gabriele Muccino         |
| 2009 | A Csodanő                                      | Wonder Woman                                       | Artemis (hangja)                  |                    | Lauren Montgomery        |
| 2009 |                                                | The Haunted World of El Superbeasto                | Velvet Von Black (hangja)         |                    | Rob Zombie               |
| 2010 | Villámtolvaj – Percy Jackson és az olimposziak | Percy Jackson & the Olympians: The Lightning Thief | Perszephoné                       | Pikali Gerda       | Chris Columbus (2.)      |
| 2010 | Száguldó bomba                                 | Unstoppable                                        | Connie Hooper                     | Pikali Gerda       | Tony Scott               |
| 2011 |                                                | Girl Walks into a Bar                              | June                              |                    | Sebastián Gutiérrez (1.) |
| 2011 | A gondozoo                                     | Zookeeper                                          | Kate                              | Pikali Gerda       | Frank Coraci             |
| 2011 | Újra együtt                                    | 10 Years                                           | Mary                              | Szinetár Dóra      | Jamie Linden             |
| 2012 | Tüzes bosszú                                   | Fire with Fire                                     | Talia Durham                      | Pikali Gerda       | David Barrett            |
| 2012 |                                                | Hotel Noir                                         | Sevilla                           |                    | Sebastián Gutiérrez (2.) |
| 2013 | Transz                                         | Trance                                             | Elizabeth Lamb                    | Pikali Gerda       | Danny Boyle              |
| 2013 |                                                | Raze                                               | Rachel                            |                    | Josh C. Waller           |
| 2013 |                                                | Gimme Shelter                                      | June Bailey                       |                    | Ron Krauss               |
| 2014 |                                                | Cesar Chavez                                       | Dolores Huerta                    |                    | Diego Luna               |
| 2014 |                                                | Parts per Billion                                  | Mia                               |                    | Brian Horiuchi           |
| 2014 | A fogoly                                       | The Captive                                        | Nicole                            | Pikali Gerda       | Atom Egoyan              |
| 2014 |                                                | The Ever After                                     | önmaga                            |                    | Mark Webber (2.)         |
| 2014 | Sin City: Ölni tudnál érte                     | Sin City: A Dame to Kill For                       | Gail                              | Agócs Judit        | Robert Rodríguez (2.)    |
| 2014 | Az öt kedvenc                                  | Top Five                                           | Chelsea Brown                     | Pikali Gerda       | Chris Rock               |
| 2014 | Csingiling és a Soharém legendája              | Tinker Bell and the Legend of the NeverBeast       | Nüx (hangja)                      | Sallai Nóra        | Steve Loter              |
| 2015 | Az Igazság Ligája: Atlantisz trónja            | Justice League: Throne of Atlantis                 | Diana Prince / Csodanő (hangja)   | Németh Borbála     | Ethan Spaulding          |
| 2015 | Puerto Rico-i zsaruk Párizsban                 | Puerto Ricans in Paris                             | Vanessa                           | Pikali Gerda       | Ian Edelman              |
| 2016 | Az Igazság Ligája a Tini Titánok ellen         | Justice League vs. Teen Titans                     | Diana Prince / Csodanő (hangja)   | Pikali Gerda       | Sam Liu (1.)             |
| 2016 | Ratchet és Clank: A galaxis védelmezői         | Ratchet & Clank                                    | Elaris (hangja)                   | Kisfalvi Krisztina | Kevin Munroe             |
| 2017 | A sötét Igazság Ligája                         | Justice League Dark                                | Diana Prince / Csodanő]] (hangja) | Pikali Gerda       | Jay Oliva                |
| 2017 | Lego Batman: A film                            | The Lego Batman Movie                              | Barbara Gordon / Batgirl (hangja) | Kéri Kitty         | Chris McKay              |
| 2017 | Öldöklő szerelem                               | Unforgettable                                      | Julia Banks                       | Pikali Gerda       | Denise Di Novi           |
| 2017 |                                                | Krystal                                            | Krystal Bryant                    |                    | William H. Macy          |
| 2018 | Bocs, hogy zavarom                             | Sorry to Bother You                                | hang a liftben                    | Pap Katalin        | Boots Riley              |
| 2018 | Superman halála                                | The Death of Superman                              | Diana Prince / Csodanő (hangja)   |                    | Sam Liu (2.)             |
| 2018 | Superman halála                                | The Death of Superman                              | Diana Prince / Csodanő (hangja)   | Jake Castorena     |                          |
| 2018 |                                                | Henchmen                                           | Jolene (hangja)                   |                    | Adam Wood                |
| 2019 |                                                | Reign of the Supermen                              | Diana Prince / Csodanő (hangja)   |                    | Sam Liu (3.)             |
| 2019 |                                                | Wonder Woman: Bloodlines                           | Diana Prince / Csodanő (hangja)   |                    | Sam Liu (4.)             |
| 2019 | Justin Copeland                                | Wonder Woman: Bloodlines                           | Diana Prince / Csodanő (hangja)   |                    |                          |
| 2019 | Egy remek valaki                               | Someone Great                                      | Hannah Davis                      |                    | Jennifer Kaytin Robinson |
| 2019 | Zombieland 2. – A második lövés                | Zombieland: Double Tap                             | Nevada                            | Peller Anna        | Ruben Fleischer          |
| 2019 | Jay és Néma Bob Reboot                         | Jay and Silent Bob Reboot                          | Reggie Faulken                    |                    | Kevin Smith (2.)         |
| 2020 | A remény ereje                                 | The Water Man                                      | Mary                              |                    | David Oyelowo            |
| 2020 |                                                | Justice League Dark: Apokolips War                 | Diana Prince / Csodanő (hangja)   |                    | Matt Peters              |
| 2020 | Christina Sotta                                | Justice League Dark: Apokolips War                 | Diana Prince / Csodanő (hangja)   |                    |                          |
| 2021 | Space Jam: Új kezdet                           | Space Jam: A New Legacy                            | Diana Prince / Csodanő (hangja)   | Horváth Lili       | Malcolm D. Lee           |
| 2022 |                                                | Clerks III                                         | Becky Scott                       |                    | Kevin Smith (3.)         |
| 2023 | Kísértetkastély                                | Haunted Mansion                                    | Gabbie                            | Pikali Gerda       | Justin Simien            |

#### Egyéb filmek

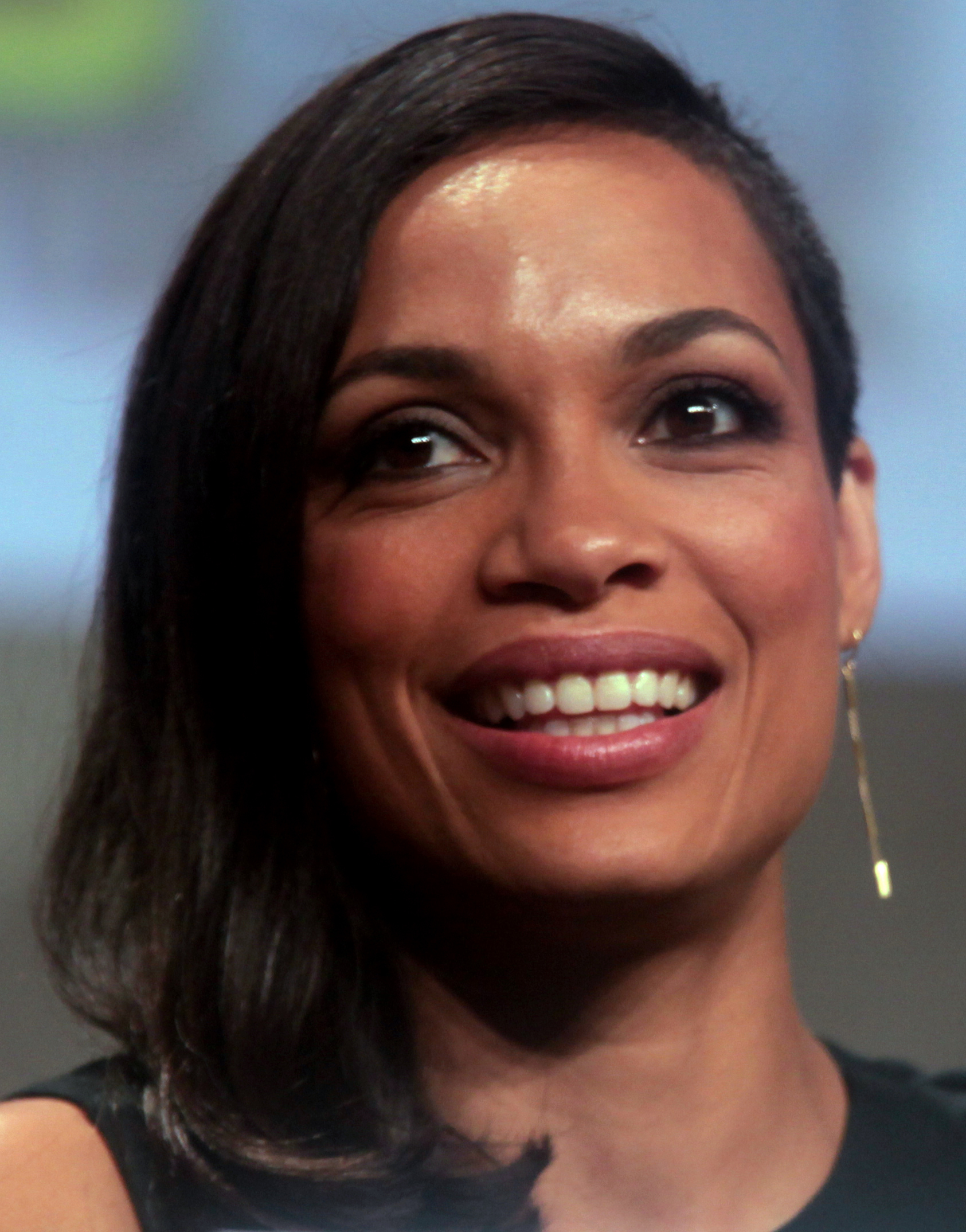
2014-ben

| Év   | Cím                                    | Szerep   | Megjegyzések           |
| ---- | -------------------------------------- | -------- | ---------------------- |
| 1997 | Girls’ Night Out                       | lány     | rövidfilm              |
| 2005 | Little Black Dress                     | Haley    | rövidfilm              |
| 2010 | Awake                                  | Robin    | rövidfilm              |
| 2018 | The Need to Grow                       | narrátor | dokumentumfilm         |
| 2019 | The Deported                           | önmaga   | dokumentumfilm         |
| 2020 | Becsüld meg a földet (Kiss the Ground) | önmaga   | Netflix dokumentumfilm |

### Televízió
| Év        | Magyar cím                   | Eredeti cím                          | Szerep                  | Megjegyzések                                                                                |
| --------- | ---------------------------- | ------------------------------------ | ----------------------- | ------------------------------------------------------------------------------------------- |
| 2003      | Punk’d – SztÁruló            | Punk'd                               | önmaga                  | 1 epizód                                                                                    |
| 2007      | Robotcsirke                  | Robot Chicken                        | több szereplő hangja    | 1 epizód                                                                                    |
| 2008      |                              | Gemini Division                      | Anna Diaz               | websorozat (50 epizód) vezető producer                                                      |
| 2009      | Saturday Night Live          | Saturday Night Live                  | önmaga                  | 1 epizód                                                                                    |
| 2009      | SpongyaBob Kockanadrág       | SpongeBob SquarePants                | önmaga                  | 1 epizód                                                                                    |
| 2011      | Küzdelem a rákkal            | Five                                 | Lili                    | - tévéfilm - magyar hangja: - Pálmai Anna                                                   |
| 2015      | Jessica Jones                | Claire Temple                        | Jessica Jones           | 1 epizód                                                                                    |
| 2015–16   | Daredevil                    | Claire Temple                        | Daredevil               | 8 epizód                                                                                    |
| 2016–18   | Luke Cage                    | Claire Temple                        | Luke Cage               | 11 epizód                                                                                   |
| 2017      | Vasököl                      | Claire Temple                        | Iron Fist               | 6 epizód                                                                                    |
| 2017      | A Védelmezők                 | Claire Temple                        | The Defenders           | 6 epizód                                                                                    |
| 2018      | Elena, Avalor hercegnője     | Elena of Avalor                      | Daria (hangja)          | 2 epizód                                                                                    |
| 2018–19   | Szeplőtelen Jane             | Jane the Virgin                      | Jane "J.R." Ramos       | 17 epizód                                                                                   |
| 2019      |                              | Weird City                           | Delt                    | 1 epizód                                                                                    |
| 2020      | Az utolsó srácok a Földön    | The Last Kids on Earth               | Rezzoch (hangja)        | 7 epizód                                                                                    |
| 2020      |                              | Briarpatch                           | Allegra "Pick" Dill     | főszereplő (10 epizód)                                                                      |
| 2020      |                              | Make It Work!                        | önmaga                  | rövidfilm                                                                                   |
| 2020      | A Mandalóri                  | The Mandalorian                      | Ahsoka Tano             | - 1 epizód - (13. Fejezet: A jedi) - magyar hangja: - Molnár Ilona                          |
| 2020–2021 | Itt van Póni                 | It's Pony                            | Ms. Ramiro (hangja)     | 4 epizód                                                                                    |
| 2021      |                              | The Late Late Show with James Corden | önmaga                  | 1 rész                                                                                      |
| 2021      |                              | Young Rock                           | Monica Jackson tábornok | 2 epizód                                                                                    |
| 2021      |                              | Eden                                 | A37 (angol hangja)      | minisorozat (4 epizód)                                                                      |
| 2021      | Dopesick                     | Dopesick                             | Bridget Meyer           | minisorozat (8 epizód)                                                                      |
| 2021      |                              | AEW Dynamite                         | önmaga                  | 1 epizód                                                                                    |
| 2021–2022 |                              | Go-Big Show                          | önmaga (zsűritag)       | 16 epizód                                                                                   |
| 2022      | Boba Fett könyve             | The Book of Boba Fett                | Ahsoka Tano             | - 1 epizód - (6. Fejezet: Feltűnik egy idegen a sivatagból) - magyar hangja: - Molnár Ilona |
| 2022      |                              | DMZ                                  | Alma                    | minisorozat (4 epizód)                                                                      |
| 2022      |                              | Love, Death & Robots                 | Dr. Mirny               | 1 epizód                                                                                    |
| 2023      | Ahsoka                       | Ahsoka                               | Ahsoka Tano             | - főszereplő (8 epizód) - magyar hangja: - Molnár Ilona                                     |
| 2024      | Terminátor – A vég kapujában | Terminator Zero                      | Kokoro (hangja)         | 8 epizód                                                                                    |